# Dworskie (Grabków)
Dworskie – część wsi Grabków w Polsce, położona w województwie świętokrzyskim, w powiecie starachowickim, w gminie Pawłów.
W latach 1975–1998 Dworskie administracyjnie należało do województwa kieleckiego.